# 守谷市立黒内小学校
守谷市立黒内小学校（もりやしりつ くろうちしょうがっこう）は、茨城県守谷市百合ケ丘二丁目に所在する市立小学校。

## 概要
守谷市の中心駅である守谷駅の北西、守谷駅周辺一体型土地区画整理事業施行区域（中央）に隣接した場所に存在する守谷市立の小学校である。1979年（昭和54年）の開校以前は、守谷町（現:守谷市）内は旧町村ごとに1小学校となっており、守谷地区には守谷町立守谷小学校が存在したが、児童数の増加によって小学校の新設案が浮上し、建設された。守谷市域において1900年代以降初の新設小学校であると同時に、大規模開発地域と無関係に設置された小学校である。設置前の仮称は｢第二守谷小学校｣で、｢黒内小学校｣の由来は当地の小字｢黒内｣より。
現在生徒数は1,266名（令和6年4月現在）で、県内有数の過大規模学校となっている。

## 沿革
- 1979年（昭和54年）4月1日 - 守谷町立黒内小学校として、守谷町立守谷小学校より分離開校。所在地は北相馬郡守谷町大字守谷字黒内2349番地。
- 2002年（平成14年）2月2日 - 市制施行により、守谷市立黒内小学校に改称。所在地住所が、守谷市百合ケ丘二丁目2349番地となる。
- 2016年（平成28年） - B棟完工[2]
- 2021年（令和3年） - 校舎改修[2]
- 2022年（令和4年） - C棟完工[2]

## 教育目標
『豊かな心をもち、自ら行動できる子の育成』

## 学区
- 守谷市
  - 百合ケ丘一・二・三丁目のほぼ全域（やなぎ町、高砂町、新明寮区域を除く）
  - 中央一・四丁目の全域、二丁目の一部。
  - ひがし野一丁目の一部、四丁目の全域
  - 大柏の一部（下ケ戸の一部）
  - 立沢の一部（前川）
  - 松並の一部
  - 松並青葉一丁目～四丁目の全域

当小学校を卒業し、市立中学校に進学する場合の進学先は守谷中学校となる。

## 交通
- 首都圏新都市鉄道つくばエクスプレス守谷駅徒歩8分